# Barkonføderationen
Barkonføderationen (polsk: Konfederacja barska; 1768–1772) var en sammenslutning af polske adelige (szlachta) dannet på borgen i Bar i Podolien (i dag en del af Ukraine) i 1768 med henblik på at forsvare Den polsk-litauiske realunions interne og eksterne uafhængighed af Det Russiske Kejserrige og mod kong Stanisław August Poniatowski af Polen, der sammen med andre polske reformister søgte af begrænse indflydelsen af realunionens rigeste adelsmænd. Dannelsen af Barkonføderationen førte til en borgerkrig og til Polens første deling.

## Baggrund

### Udenlandsk indflydelse på valg af polsk konge
Ved slutningen af Syvårskrigen (1756-1763) besluttede Rusland, der oprindeligt havde været allieret med de Habsburgske Arvelande og Frankrig, at støtte Preussen, der også var i alliance med Storbritannien. Habsburgerne (østrigerne), der var allieret med Frankrig, tabte krigen. Efter krigen indgik Frederik den Store af Preussen og Katarina den Store af Rusland en traktat, der udpegede Stanisław Poniatowski, som den fremtidige konge af Den polsk-litauiske realunion efter August 3. af Polens død i oktober 1763.

### I realunionen
I begyndelsen af 1700-tallet havde Den polsk-litauiske realunion gradvist mistet sin status fra at være en betydelig europæisk stormagt til at være en russisk vasal, hvor den russiske zar udpegede de polsk-litauiske monarker, der formelt blev valgt af den polsk-litauiske adel, ligesom Rusland lagde linjerne for den polske indenrigspolitik og fungerede som uofficiel mødeleder i Sejmen. Under en samling i Sejmen i 1767 og 1768 under ledelse af den russiske diplomat Repnin følte mange blandt den konservative adel sig presset til at vedtage beslutninger krævet af russerne, ligesom det russiske pres blev opfattet som svaghed udvist af kongen, Stanislav Poniatovski Augustus.

## Grundlæggelse af Barkonføderationen
Flere polske stormænd og gejstlige så med utilfredshed på den russiske indflydelse i Realunionen og den polske konges angivelige svaghed overfor krav om reformer mod adelens privilegier. I protest mod dette, og udløst af, at russiske tropper havde arresteret flere modstandere, besluttede en gruppe polske stormænd at danne en konføderation; en militær gruppering oprettet i overensstemmelse med Polen-Litauens forfatningstraditioner rettet mod regeringen. Konføderationens formelle grundlag blev underskrevet den 29. februar 1768 på borgen i Bar i Podolien.

## Borgerkrig og udlandets indgriben

### 1768
Konføderationen, der var støttet af det katolske Frankrig og de østrigske habsburgere, erklærede krig mod Det Russiske Kejserrige. Konføderationens tropper bestod af frivillige, stormændenes private hære og desertører fra kongens hær og kom hurtigt i kamp med de russiske tropper og enheder, der var loyale overfor den polske konge. Konføderationen trak sig sejrrigt ud af flere træfninger med de russiske og kongelige polske tropper. Konføderationen udsendte diplomater til de vigtigste europæiske stormagter og til Det Osmanniske Rige, der blev konføderationens vigtigste allierede.
Den polske konge, Stanislaus Augustus, forsøgte først at mægle mellem konføderationen og Rusland, men da dette viste sig umuligt, sendte han en styrke mod konføderationen. Kongens tropper var under ledelse af to af kongens generaler og af hétman Franciszek Ksawery Branicki. Offensiven varede fra april til juni 1768, hvor konføderationens hjemsted i Bar blev indtaget. Konføderationens hovedstyrke trak sig herefter tilbage til den osmanniske vasal, fyrstendømmet Moldavien. Konføderationen havde også tropper i Lillepolen, der var aktive fra juni til august, indtil Kongens hær genvandt kontrollen med Kraków den 22. august, hvorefter kampene flyttede til Belarus (august–oktober), hvorefter Konføderationens tropper i Nesvizh overgav sig den 26. oktober 1768. Udbruddet af et kosakoprør i Ukraine (maj 1768–juni 1769) indebar, at styrker fra konføderationen trak sig tilbage til Osmannerriget, hvorfra de holdt oprøret i live.
Konføderationen bad sine udenlandske støtter om yderligere hjælp og var medvirkende til, at der i september 1768 på ny udbrød krig mellem Rusland og Osmannerriget.

### 1769-1770
Som følge af krigen mod osmannerne var Rusland nødt til at flytte tropper til den osmanniske front, hvilket førte til at Konføderationens tropper atter kunne være aktive i Polen i 1769. I 1770 flyttede Konføderationens sit hovedsæde fra den østrigske del af Schlesien til Ungarn, hvorfra den førte forhandlinger med Frankrig, Habsburgerne og osmannerne om dannelse af en alliance mod Rusland. Konføderationens Råd udstedte en deklaration i oktober, der afsatte den polske konge. Konføderationen søgte at sprede sine kampe til Litauen, men efter succes i begyndelsen led konføderationen nederlag der. I begyndelsen af 1770 led konføderationen også nederlag i Polen, og den blev herefter tvunget ind i en mere passiv og defensiv rolle.
Barkonføderationens planer om at kidnappe Kong Stanislaus 2. Augustus i november 1771 medførte, at Habsburgerne trak støtten til konføderationen tilbage. Kidnapningsplanerne gav udlandet anledning til at fremhæve det “polske anarki” og behovet for at nabolandene greb ind for at “redde” landet og dets indbyggere. Kidnapningsplanerne fik den polske konge til at støtte de russisk-venlige kræfter i landet, og konføderationen mistede meget af sin opbakning i Europa. Habsburgerne tilsluttede sig den preussisk-russiske alliance og forlangte, at Konføderationens ledere og tropper forlod de Habsburgske Arvelande.

### 1771-1772
På trods af den manglende støtte fra udlandet fortsatte Barkonføderationen borgerkrigen. Konføderationen led nederlag ved Lanckorona den 21. maj og ved Stałowicze den 23. oktober 1771, og kongens tropper indtog den 13. august 1722 konføderations tilholdssted ved klostreret i Jasna Góra efter en belejring. Konføderationen kæmpede dog videre, men de resterende fæstninger blev indtaget. Omkring 100.000 mand fra konføderationen udkæmpede ca. 500 slag og træfninger under borgerkrigen. Et af de sidste tilholdssteder for konføderationen var klostret Zagórz, der faldt den 28. november 1772.
Barkonføderationen var besejret, og dens medlemmer flygtede enten til udlandet eller blev deporteret af russerne til de østlige dele af Rusland.
I mellemtiden havde både Habsburgerne og Preussen draget fordel af uroen i Polen og havde besat flere af Realunionens grænseområder. Habsburgerne overtog områderne omkring Szepes i 1769-1770 og Preussen annekterede Lauenburg og Bütow. Den 19. februar 1772 underskrev parterne en traktat i Wien, der stadfæstede annekteringerne, der på forhånd var godkendt af Rusland. I begyndelsen af august besatte russiske, preussiske og østrigske tropper de områder i Realunionen, hvor de var placeret og den 5. august udstedte de et manifest, der bekræftede, at områderne var annekteret fra Realunionen.

### Den internationale situation efter konføderationens nederlag
Den russiske sejr i Den russisk-tyrkiske krig (1768-1774) medførte et skifte i den europæiske magtbalance, og Habsburgerne anså deres interesser i områderne mod øst, særlig i Moldavien og Valakiet, for truet, og østrigerne overvejede muligheden for krig mod russerne. Frankrig, der var positivt stemt i forholdet til Preussen og Habsburgerne, foreslog en række territorielle justeringer, hvor Habsburgerne skulle modtage dele af Preussisk Schlesien og Preussen skulle modtage Ermland (Warmia) samt dele af Realunionens territorium og Hertugdømmet Kurland og Semgallen, der allerede var under tyskbaltisk kontrol. Frederik den Store af Preussen var ikke indstillet på at opgive områderne i Schlesien, som kort forinden var erobret under de Schlesiske krige, men han var dog interesseret i at finde en fredelig løsning, da Preussen var svækket efter syvårskrigen, og da hans alliance med Rusland potentielt kunne trække Preussen ind i en krig mod Habsburgerne. Han ønskede også at beskytte det svækkede Osmanniske rige, der var en potentiel vigtig allieret i en eventuel krig mod enten Habsburgerne eller Rusland. Habsburgerne havde i 1769 i strid med en tidligere traktat med den polske konge annekteret en række byer i Szepes-regionen i Ungarn, og den russiske zarina Katarina den Store foreslog preusserne, at Preussen kunne kompenseres gennem overtagelse områder i Polen-Litauen, som eksempelvis Ermland. Frederik den Store foreslog en opdeling af de polske grænselande, der skulle overtages af Habsburgerne, Preussen og Rusland, med den største del til Habsburgerne. Frederik søgte at overtale Rusland til at rette sin ekspansion mod vest i det svage og dysfunktionelle Polen i stedet for ekspansion i de områder, der var kontrolleret af osmannerne.
Russerne havde i flere årtier siden den stille Sejm anset det svækkede Polen som sit protektorat, men Barkonføderationens oprør og den følgende borgerkrig havde udgjort en trussel mod stabiliteten i protektoratet og Ruslands kontrol over området. Kosakopstandene i Ukraine havde yderligere svækket Polens stilling, og den polske konge Stanislav Augustus blev anset for både svag og for venligt stemt overfor polsk-nationale kræfter. Rusland anså derfor, at brugbarheden af Polen som et protektorat var blevet formindsket. Efter Rusland havde besat Moldavien og Valakiet, overbeviste Preussen Habsburgerne om, at magtbalancen bedst ville blive bevaret ved en deling af Polens territorier mellem de tre magter i stedet for, at Rusland overtog de to fyrstendømmer ved Donau fra Osmannerne og derved fik grænse direkte mod de Habsburgske Arvelande. De tre magter (Habsburgerne, Preussen og Rusland) besluttede følgelig at gennemføre overdragelsen af grænseområderne; officielt retfærdiggjort af Polen-Litauens manglende stabiliet og for at genoprette tro og orden i landet. Rusland trak sig samtidig ud af Moldavien og Valakiet. Polens første deling var derved en realitet.

## Eftermæle
Før Barkonføderationen var oprørere i Den polsk-litauiske realunion ofte anset som upatriotiske. særlig hvis de samarbejdede med udlandet, men det lykkedes Barkonføderationen at skabe sig et image som patrioter, der kæmpede for fædrelandet mod udenlandsk indflydelse.
Historikere vurderer Barkonføderationen forskelligt, men alle anerkender dog konføderationens ønske om af befri Polen-Litauen fra udenlandsk, primært russisk, indflydelse. Nogle, som polakken Jacek Jędruch, kritiserer konføderationens snævertsynede katolske religiøse synspunkter og intolerance og vurderer, at konføderationen var medvirkende til Polens første deling. Andre, som Bohdan Urbankowski, hylder konføderationen som det første seriøse forsøg på militært at genetablere polsk uafhængighed.
Barkonføderationen er blevet beskrevet som den første polske opstand og den sidste folkeligt forankrede bevægelse, som den polske adel satte i værk.